# Piotr Tylicki
Piotr Tylicki herbu Lubicz (ur. 1543 w Kowalu koło Włocławka, zm. 13 lipca 1616 w Krakowie) – biskup krakowski w latach 1607–1616, kujawski w latach 1604–1606, warmiński w latach 1600–1603, biskup chełmiński w latach 1595–1600, podkanclerzy koronny w latach 1598–1605,  referendarz wielki koronny w latach 1591–1595, sekretarz wielki koronny (duchowny) w latach 1585–1595, sekretarz królewski
Senator uczestniczący w sejmach: 1601, 1603, 1605, 1606, 1607, 1609, 1611, 1613 (I), 1613 (II) i 1615 roku.

## Życiorys
Pochodził z niezamożnej szlachty, był synem Andrzeja, wójta miasta Kowala. Studiował prawo w Akademii Krakowskiej, w wieku 45 lat przyjął święcenia diakonatu. Pracował w kancelarii królewskiej, za panowania Stefana Batorego został sekretarzem królewskim; zgromadził wiele beneficjów kościelnych – był kanonikiem w Przemyślu, Warszawie, Sandomierzu, Krakowie, Płocku, Poznaniu i na Warmii (1584), scholastykiem w Łęczycy, prepozytem w Gnieźnie oraz proboszczem w Małogoszczu. W 1591 został z nominacji króla Zygmunta Wazy referendarzem koronnym, w latach 1598–1604 sprawował godność podkanclerzego koronnego. Towarzyszył królowi Zygmuntowi w nieudanej wyprawie w obronie tronu Szwecji (1598).
Po śmierci biskupa chełmińskiego Piotra Kostki w styczniu 1595 otrzymał nominację królewską na to biskupstwo; 17 sierpnia 1595 został zatwierdzony przez papieża i konsekrowany w Krakowie w październiku 1595; został jednocześnie administratorem diecezji pomezańskiej. Jako biskup wprowadził do Torunia jezuitów, przeciwstawiał się jednocześnie budowie szkół i kościołów ewangelickich. W 1597 przeprowadził wizytację generalną biskupstwa. W 1599 nadał nowe statuty kapitule chełmińskiej, a w 1600 erygował nowy, piąty kanonikat w kapitule. Poparł projekt kodyfikacji pruskiego prawa ziemskiego (1598). 5 czerwca 1600 został wybrany przez kapitułę warmińską biskupem diecezji warmińskiej; otrzymał papieską prekonizację 7 października 1600 i objął rządy w lutym 1601. W okresie sprawowania rządów w diecezji warmińskiej zajmował się przede wszystkim sprawami państwowymi, m.in. prowadził akcję dyplomatyczną, mającą na celu pozyskanie elektora brandenburskiego dla koalicji antyszwedzkiej; odbył jednak generalną wizytację diecezji warmińskiej, a także nadał nową regułę zakonowi katarzynek w Braniewie (1602). W bieżącej pracy w diecezji był zastępowany przez administratora, kanonika Jana Pisińskiego.
W listopadzie 1603 został mianowany przez króla biskupem kujawsko-pomorskim, objął rządy w nowej diecezji latem 1604; już w styczniu 1607 został przeniesiony na biskupstwo krakowskie, gdzie pozostał do końca życia. W diecezji krakowskiej zajął się wprowadzaniem reform soboru trydenckiego, dbał o dyscyplinę wśród duchowieństwa. Wspierał Akademię Krakowską, a także klasztory, szpitale i kościoły. Ufundował stypendium dla studentów Akademii Krakowskiej pochodzących z Warmii; w 1615 razem z bratem Jakubem ufundował kaplicę Tylickich w kościele dominikanów św. Mikołaja w Toruniu.
W 1612 roku biskup nadał prawa miejskie ówczesnemu Miastku. Ustanowił własny herb i liczne przywileje oraz ufundował szkołę parafialną i kościół, który wyposażył w wiele cennych dzieł z prywatnych zbiorów. Z wdzięczności za przywrócenie przez Piotra Tylickiego świetności Miastku ludność zmienia nazwę miejscowości na Tylicz.